# Euphorbia kabridarensis
Euphorbia kabridarensis är en törelväxtart som beskrevs av Mats Thulin. Euphorbia kabridarensis ingår i släktet törlar, och familjen törelväxter. Inga underarter finns listade i Catalogue of Life.